# 信约：唐山到南洋
《信約：唐山到南洋》，新加坡新傳媒私人有限公司民初電視劇，由李南星、陈泂江、黄俊雄、白薇秀、歐萱、方展發及童冰玉領銜主演，監製為謝敏洋。此劇為新傳媒在中國國際影視展2013所推介的電視劇之一，亦是新傳媒50周年台慶劇。本劇是建國三部曲《信约》的第一部。

## 故事特色
此劇是新加坡建國三部曲電視劇「信約」之第一系列，本系列主要講述新加坡華人祖先从唐山過番到南洋的奮鬥點滴。

## 播出时间

### 首播
| 頻道                  | 所在地   | 播放日期       | 時間                   |
| --------------------- | -------- | -------------- | ---------------------- |
| 新傳媒8頻道           | 新加坡   | 2013年11月25日 | 週一至週五21:00起      |
| Astro双星             | 马来西亚 | 2013年12月12日 | 週一至週五16:30起      |
| Astro AEC Astro全佳HD | 马来西亚 | 2014年8月6日   | 週一至週五20:00起      |
| ntv7                  | 马来西亚 | 2015年10月14日 | 週一至週五18:00起      |
| 中国三台              | 中国     | 2023年11月28日 | 星期一至五 19:00-20:00 |

### 重播
| 頻道        | 所在地   | 播放日期       | 時間                            |
| ----------- | -------- | -------------- | ------------------------------- |
| Astro双星   | 马来西亚 | 2013年12月13日 | 星期一至五00:30起               |
| Astro双星   | 马来西亚 | 2013年12月13日 | 星期一至五09:30起               |
| Astro双星   | 马来西亚 | 2013年12月13日 | 星期一至五15:30起（上一集重播） |
| Astro双星   | 马来西亚 | 2013年12月14日 | 星期六07:30起（连播五集）       |
| Astro双星   | 马来西亚 | 2013年12月15日 | 星期日19:30起（连播五集）       |
| 新传媒8频道 | 新加坡   | 2014年10月10日 | 星期一至五17:30起               |
| 新传媒8频道 | 新加坡   | 2021年10月15日 | 星期二至六 05:00起              |
| Astro AEC   | 马来西亚 | 2014年8月6日   | 星期一至五23:00起               |
| Astro双星   | 马来西亚 | 2014年12月10日 | 星期日至四08:00起               |
| 中国三台    | 中国     | 2025年5月4日   | 週六和週日 08:00-09:00          |

## 演員表

### 張家（張天鵬）
| 演員   | 角色   | 暱稱/關係                                                                                          | 登場集數                                                                              |
| 李南星 | 張天鵬 | 張天鷹之兄 洪石之義兄 林鴨子之好友 張廣達、黑龍之死敵 鍾情白明珠、後爲其夫 張晏之父 翠英之鍾情對象 | 第1集～第5集 第7集～第9集 第11集～第17集 第20集～第21集 第24集～第28集 第30集～第31集 |
| 陳禕倫 | 張天鷹 | 張天鵬之弟 陳匡之徒弟 張東恩之好友兼情敵 暗戀張蕙娘、後爲其夫 張佳之父 張敏之養父                  | 第1集～第4集 第10集 第17集～第19集 第26集～第28集 第30集～第31集                      |

### 張家（張東恩）
| 演員   | 角色   | 暱稱/關係 | 登场集数                                                          |
| 朱秀鳳 | 張 母  | 張廣平、張廣達之母 黃珍娘、韓秀香、白明珠之家婆 張東恩之祖母 張蕙娘之義祖母 第29集因韩秀香告诉黄珍娘身亡的事实，受不了打击而中风 第31集過世                            | 第5集～第7集 第9集～第14集 第17集～第19集 第21集 第23集～第30集   |
| 沈金興 | 張廣平 | 張母之長子 黃珍娘之夫 張廣達之兄 張東恩之父 張蕙娘之義父兼姨丈 第11集被黑龍掐死                                                                                        | 第5集～第7集 第9集～第11集 第13集（張東恩回忆中）                 |
| 林曉佩 | 黄珍娘 | 張廣平之妻 張母之長媳婦 張東恩之繼母 張蕙娘之養母兼阿姨 張廣達、韓秀香之死敵 白明珠之好友 第29集遭張廣達所害而毒發身亡                                                 | 第5集～第7集 第9集～第14集 第17集～第21集 第23集～第29集          |
| 曹國輝 | 張廣達 | 張母之幼子 韓秀香、白明珠之夫 張廣平之弟 張天鵬、黃珍娘、翠英之死敵 第11集強暴翠英 第30集被黑龍劃傷并開槍打死                                                          | 第1集～第11集 第13集～第14集 第16集～第19集 第21集 第23集～第30集 |
| 曾詩梅 | 韩秀香 | 張廣達之正室 張母之幼媳婦 黃珍娘之死敵 欺壓白明珠、后和好 | 第5集～第7集 第9集～第14集 第17集～第19集 第21集 第23集～第30集   |
| 童冰玉 | 白明珠 | 張廣達之二姨太 張母之幼二媳婦 黃珍娘之好友 鍾情張天鵬、後爲其妻 翠英之情敵 被韓秀香欺壓、后和好 張晏之母                                                               | 第1集～第7集 第9集～第14集 第17集～第19集 第21集 第23集～第31集   |
| 黄俊雄 | 張東恩 | 張廣平之子 張母之長孫 黃珍娘之繼子 張蕙娘之義兄兼表哥，并鍾情張蕙娘 張天鷹之好友兼情敵 第31集因早前遭張廣達所害而毒發身亡 童年時期由盧楷浚飾演 张敏之养舅舅 张佳之舅舅 | 第2集～第7集 第9集～第14集 第17集～第31集                         |
| 白薇秀 | 張蕙娘 | 黃珍娘之養女兼姨甥女 張廣平之義女兼姨甥女 張母之義孫女 張東恩之義妹兼表妹，并鍾情張東恩 張天鷹之暗戀對象、後爲其妻 張佳之母 張敏之養母 童年時期由黃穎恩飾演            | 第2集～第7集 第9集～第14集 第17集～第31集                         |

### 洪家
| 演員   | 角色   | 暱稱/關係 | 登场集数                                                                                           |
| 陈天祥 | 洪阿水 | 洪石之大伯 鸦片鬼，因偷鸦片而扛下大债 第22集被阿松、阿蛇陷害，被大石头击中而跌下锡矿摔死                                                        | |
| 陳泂江 | 洪 石  | 石头 林鴨子之夫 張天鵬之義弟 黑龍之情敵，第22集被黑龍陷害 第24集当乞丐 第31集被張天鵬发现，与林鴨子重逢 童年時期由苏小航飾演 洪當勇、洪明慧之父 | 第1集～第3集 第5集 第7集～第9集 第11集～第12集 第14集～第16集 第20集～第22集 第24集 第30集～第31集 |
| 歐 萱  | 林鴨子 | 洪石之妻 張天鵬之好友 黑龍之鍾情對象 童年時期由区笑彤飾演 洪當勇、洪明慧之母                                                                    | 第1集～第3集 第5集 第7集～第12集 第14集～第17集 第20集～第27集 第31集                              |

### 其他演員
| 演員   | 角色        | 暱稱/關係 | 登场集数                                                 |
| 方展發 | 黑 龍       | 原名王飞龙 張天鵬之死敵 鍾情林鴨子 洪石之情敵 第16集杀害翠英 第22集陷害洪石 第25集跌入泥沼，被鳄鱼吃去右腿 第30集划伤并开枪打死张广达、后再开枪打死查理章 第31集遭林鴨子襲擊而跌下山坡摔死 | 第7集～第17集 第20集～第27集 第30集～第31集              |
| 李文海 | 陳 匡       | 張天鷹之師父 第19集因病逝世 | 第3集～第4集 第10集 第17集～第19集                       |
| 伍洛毅 | 查理章      | 富豪 原與張蕙娘有婚約，因遭張東恩、張天鷹陷害而取消婚約 後與張廣達勾結 第30集被黑龍開槍打死                                                                                                | 第4集 第10集 第13集～第14集 第17集～第19集 第30集        |
| 蔡佩璇 | 胡翠英      | 鍾情張天鵬 白明珠之情敵 張廣達之死敵，第11集被張廣達強暴 第16集被黑龍杀害 | 第7集～第12集 第14集～第16集                             |
| 鄭楊溢 | 小 馬       | | 第1集～                                                  |
| 修京元 | 鸭子爸      | 林鸭子之父、逼女儿嫁给猪头张 | 第1集                                                    |
| 周 凯  | 猪头张      | 林鸭子父亲逼女儿娶的新郎，后在拐走林鸭子路途中被山鬼開槍打死 | 第1集                                                    |
| 蘇才忠 | 山 鬼       | 土匪 首次登场開槍打死猪头张，后来与張天鵬交锋被砖头砸死 | 第1集                                                    |
| 徐啸天 | 水手A       | | 第1集                                                    |
| 冯标刚 | 水手B       | | 第1集                                                    |
| 许晋鸣 | 水手C       | | 第1集                                                    |
| 林文强 | 水手D       | | 第1集                                                    |
| 陈家苑 | 管 家       | 听说張天鵬被老虎刮伤，并要求張天鵬到关子口从山鬼与他的同伙手中救出白明珠。 | 第1集                                                    |
| 庄丹平 | 阔嘴林      | 張天鵬在唐山的朋友。 | 第1集                                                    |
| 王东军 | 老 者       | 曾卖掉已故的女儿，向張廣達赔女儿的命。 | 第1集                                                    |
| 田銘耀 |             | | 第2集～第3集                                             |
| 吳宇衛 | Mr. Richard | 警察主管。 | 第3集                                                    |
|        | Miss Helen  | 張東恩、張蕙娘之老师 | 第3集                                                    |
| 蔡 龍  | 刀疤男      | 張廣達派来殺張天鵬的人 | 第4集～第5集                                             |
| 蘇儀珍 | 阿 好       | 張家（張東恩）媽姐。 第29集辞职 | 第5集～第7集 第9集～第14集 第17集～第19集 第26集～第29集 |
| 林美嬌 | 阿 彩       | 張家（張東恩）媽姐。 第29集辞职 | 第5集～第7集 第9集～第14集 第17集～第19集 第26集～第29集 |
| 翁慧霖 | 阿 銀       | 張家（張東恩）媽姐。 | 第5集～第7集 第9集～第14集 第17集～第19集 第26集～第31集 |
| 胡逸香 | 金 花       | 韩秀香之助手。 | 第8集～第14集 第17集～第19集 第26集～第30集              |
| 梁凱迪 | 朱放屁      | 苦力、黃珍娘之員工 | 第5集～第6集 第9集～第10集 第17集 第20集～第28集         |
| 秋 文  | 春 安       | | 第7集～                                                  |
| 卢冠耀 | 旺 来       | | 第7集～                                                  |
| 蔡清炮 | 阿 松       | | 第7集～                                                  |
| 符和增 | 老 鬼       | | 第7集～                                                  |
| 廖永谊 | 阿 蛇       | | 第7集～                                                  |

## 軼事
- 此劇是繼《快樂速遞》及《志在四方》后，新傳媒歡慶電視50在8頻道播出的三節目之一。
- 原定「黄珍娘」一角由黄碧仁飾演，因肾脏出现囊肿而辞演，改由林晓佩飾演。
- 此剧是陈祎伦首部参演的剧集。
- 在《118》前期剧情里，周崇庆角色「王顺风」称黎沸揮角色「张没友」“曹国辉”。
- 黄碧仁在《虎妈来了》第20集里从平板电脑观赏「黑龙」被鳄鱼吃去右腿后，爬在小溪旁中。

## 電視節目的變遷
| 新加坡 新傳媒8頻道 星期一至五 21:00 - 22:00 2013.12.31 暂停播一次                     | 新加坡 新傳媒8頻道 星期一至五 21:00 - 22:00 2013.12.31 暂停播一次 | 新加坡 新傳媒8頻道 星期一至五 21:00 - 22:00 2013.12.31 暂停播一次                        |
| ------------------------------------------------------------------------------------- | ----------------------------------------------------------------- | ---------------------------------------------------------------------------------------- |
|                                                                                       | 信约：唐山到南洋 （2013.11.25- 2014.01.07）                       |                                                                                          |
| 揭秘 （2013.10.28- 2013.11.22）                                                       | 我们一定行！ （2014.01.08- 2014.02.04）                           |                                                                                          |
| 星期二至六 05:00 - 06:00（重播）                                                      |                                                                   |                                                                                          |
| 锦衣之下 （2021.07.30－2021.10.14）                                                   | 信約：唐山到南洋 （2021.10.15－2021.11.26)                        | 信約：動盪的年代 （2021.11.27－）                                                        |
| 马来西亚 Astro 双星 星期一至五 16:30 - 17:30                                          |                                                                   |                                                                                          |
| 揭秘 （2013.11.14- 2013.12.11）                                                       | 信约：唐山到南洋 （2013.12.12- 2014.01.23）                       | 我们一定行！ （2013.01.24- 2013.02.21）                                                  |
| 马来西亚 ntv7 星期一至五 18:00 - 19:00                                                |                                                                   |                                                                                          |
| 未定                                                                                  | 信约：唐山到南洋 （2015.10.14- 2015.11.27）                       | 警徽天职3 （2015.11.30- 2016.01.01）                                                     |
| 中国 中国三台 星期一至五 19:00 - 20:00                                                |                                                                   |                                                                                          |
| 法外风云 （2023.09.15 - 2023.10.30)黄金巨搭 （2023.10.31 - 2023.11.27）               | 信約：唐山到南洋 （2023.11.28 - 2024.01.09）                      | 花樣人間 （2024.01.10 - 2024.02.29) (全：36集）宮心計 （2024.03.01 - 2024.04.17)         |
| 星期六~日 08:00 - 09:00 (重番)                                                        |                                                                   |                                                                                          |
| 法外風雲 (重番) （2024.09.08-2024.12.28） 花樣人間 (重番) （2024.12.29 - 2025.05.03） | 信約：唐山到南洋 (重番) （2025.05.04 - 2025.08.17）               | 多年后的全家福 (重番) （2025.08.23 - 2025.10.26)宮心計 (重番) （2025.11.01 - 2026.02.21) |

| 越南 HTV2 星期一至五 15:00 - 16:00        | 越南 HTV2 星期一至五 15:00 - 16:00                | 越南 HTV2 星期一至五 15:00 - 16:00 |
| ----------------------------------------- | ------------------------------------------------- | ---------------------------------- |
|                                           | 信約：唐山到南洋 （2024年8月23日－2024年10月4日） |                                    |
| 公主嫁到 （2024年7月12日－2024年8月22日） | 志在四方II （2024年10月7日－2024年11月19日）      |                                    |